# ملک‌آباد (جزینک)
ملک‌آباد روستایی در دهستان خمک بخش خمک شهرستان زهک استان سیستان و بلوچستان ایران است.

## جمعیت
بر پایه سرشماری عمومی نفوس و مسکن در سال ۱۳۹۵ جمعیت این مکان ۵۶ نفر (۱۸خانوار) بوده‌است.